# Stictocladius pictus
Stictocladius pictus är en tvåvingeart som först beskrevs av Freeman 1959.  Stictocladius pictus ingår i släktet Stictocladius och familjen fjädermyggor. Inga underarter finns listade i Catalogue of Life.